# Шатки (Кировская область)
Шатки — деревня в Сунском районе Кировской области в составе Курчумского сельского поселения.

## География
Находится на расстоянии примерно 13 километров на север-северо-восток от районного центра поселка  Суна.

## История
Упоминается с 1727 года, когда в ней было учтено дворов 7 и мужских душ 15, в 1764 27 жителей. В 1873 году учтено было дворов 4 и жителей 37, в 1905 6 и 27, в 1926 6 и 35, в 1950 36 и 151. Ныне известна наличием деревянной Троицкой часовни. 

## Население
Постоянное население  составляло 1 человек (русские 100%) в 2002 году, 1 в 2010.